# Platysepalum hypoleucum
Platysepalum hypoleucum är en ärtväxtart som beskrevs av Paul Hermann Wilhelm Taubert. Platysepalum hypoleucum ingår i släktet Platysepalum och familjen ärtväxter. Inga underarter finns listade i Catalogue of Life.